# Azzeddine Toufiqui
Azzeddine Toufiqui (Caen, 25 aprile 1999) è un calciatore francese, centrocampista del Template:Calcio Le Pays du Valois.

## Carriera
Cresciuto nei settori giovanili di Caen e Paris Saint-Germain, il 12 ottobre 2017 firma il primo contratto professionistico con il club parigino, di durata triennale. Il 31 agosto 2019 fa ritorno al club del Calvados, con cui firma un triennale; il 26 luglio 2021 viene ceduto all'Emmen, con cui firma un annuale.
Dopo aver vinto il campionato di Eerste Divisie, conquistando la promozione in Eredivisie, il 4 luglio 2022 rinnova per un'altra stagione con il club olandese.

## Statistiche

### Presenze e reti nei club
Statistiche aggiornate al 21 gennaio 2023.
| Stagione                     | Squadra                      | Campionato                   | Campionato | Campionato | Coppe nazionali | Coppe nazionali | Coppe nazionali | Coppe continentali | Coppe continentali | Coppe continentali | Altre coppe | Altre coppe | Altre coppe | Totale | Totale |
| Stagione                     | Squadra                      | Comp                         | Pres       | Reti       | Comp            | Pres            | Reti            | Comp               | Pres               | Reti               | Comp        | Pres        | Reti        | Pres   | Reti   |
| ---------------------------- | ---------------------------- | ---------------------------- | ---------- | ---------- | --------------- | --------------- | --------------- | ------------------ | ------------------ | ------------------ | ----------- | ----------- | ----------- | ------ | ------ |
| 2017-2018                    | Paris Saint-Germain 2        | CN2                          | 18         | 2          | -               | -               | -               | -                  | -                  | -                  | -           | -           | -           | 18     | 2      |
| 2018-2019                    | Paris Saint-Germain 2        | CN2                          | 24         | 1          | -               | -               | -               | -                  | -                  | -                  | -           | -           | -           | 24     | 1      |
| Totale Paris Saint-Germain 2 | Totale Paris Saint-Germain 2 | Totale Paris Saint-Germain 2 | 42         | 3          |                 | -               | -               |                    | -                  | -                  |             | -           | -           | 42     | 3      |
| 2019-2020                    | Caen                         | L2                           | 2          | 0          | CF+CdL          | 1+0             | 0               | -                  | -                  | -                  | -           | -           | -           | 3      | 0      |
| 2020-2021                    | Caen                         | L2                           | 3          | 0          | CF              | 0               | 0               | -                  | -                  | -                  | -           | -           | -           | 3      | 0      |
| Totale Caen                  | Totale Caen                  | Totale Caen                  | 5          | 0          |                 | 1               | 0               |                    | -                  | -                  |             | -           | -           | 6      | 0      |
| 2021-2022                    | Emmen                        | ED                           | 31         | 3          | CO              | 1               | 0               | -                  | -                  | -                  | -           | -           | -           | 32     | 3      |
| 2022-2023                    | Emmen                        | E                            | 4          | 0          | CO              | 1               | 1               | -                  | -                  | -                  | -           | -           | -           | 5      | 1      |
| Totale Emmen                 | Totale Emmen                 | Totale Emmen                 | 35         | 3          |                 | 2               | 1               |                    | -                  | -                  |             | -           | -           | 37     | 4      |
| Totale carriera              | Totale carriera              | Totale carriera              | 82         | 6          |                 | 3               | 1               |                    | -                  | -                  |             | -           | -           | 85     | 7      |

## Palmarès

### Club

#### Competizioni nazionali
- Eerste Divisie: 1

Emmen: 2021-2022